# Orbitale molecolare

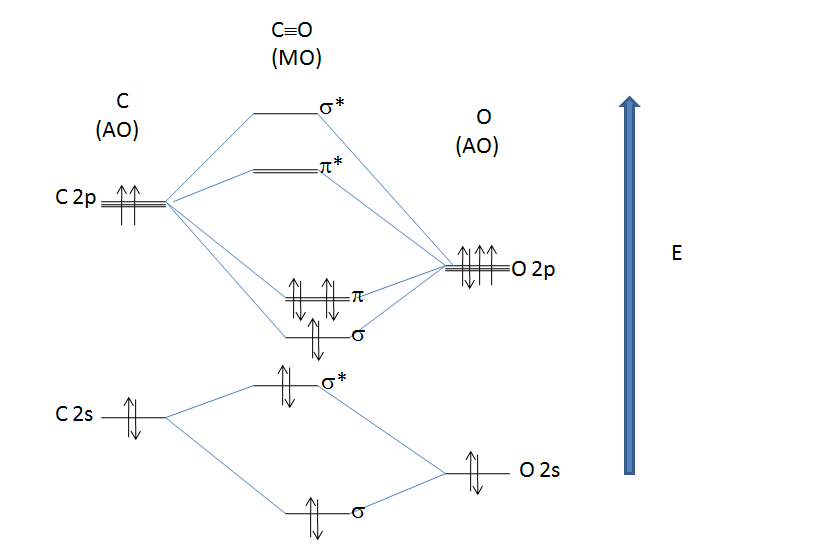
La molecola del monossido di carbonio CO

In chimica, in particolare in chimica quantistica, un orbitale molecolare è la distribuzione spaziale degli elettroni in una molecola. Introdotto da Friedrich Hund e Robert S. Mulliken nel 1927 e 1928, un orbitale molecolare è rappresentato da una funzione d'onda il cui quadrato descrive la distribuzione di probabilità relativa alla posizione dell'elettrone.
Tale funzione d'onda si ottiene dall'equazione d'onda che descrive l'intera molecola, che in generale non è di facile soluzione; questa problematica viene risolta mediante un'approssimazione che consiste nello scrivere l'orbitale molecolare come combinazione lineare degli orbitali atomici dei singoli atomi. Tale approssimazione è descritta dalla teoria degli orbitali molecolari.
Si definisce inoltre l'ordine di legame come la semidifferenza tra il numero di elettroni leganti e il numero di elettroni antileganti. L'ordine di legame è un indice della forza del legame stesso e viene utilizzato estensivamente anche nella teoria del legame di valenza.

## Orbitali molecolari
Un orbitale molecolare è un orbitale esteso a due o più atomi uniti da un legame covalente. Si può visualizzare come il prodotto della fusione per sovrapposizione di due orbitali atomici.
Quando la sovrapposizione avviene lungo la congiungente i due nuclei, l'orbitale molecolare prende il nome di σ (sigma); quando la sovrapposizione avviene perpendicolarmente all'asse che unisce i due nuclei, ovvero sopra e sotto i medesimi, l'orbitale molecolare prende il nome di π (pi greco).

Rappresentazione grafica dell'orbitale molecolare σ del legame C-C dell'etano, per sovrapposizione di orbitali sp3. Le proporzioni sono state alterate per evidenziarlo. I lobi minori dei due orbitali ibridi sono stati omessi

Rappresentazione grafica dell'orbitale molecolare π del legame C=C dell'etene, per sovrapposizione degli orbitali p non coinvolti nell'ibridazione sp2. Le proporzioni sono state alterate per evidenziarlo. Il legame C-C rappresentato da una retta è un legame σ analogo al precedente.
Una funzione d'onda che vada a descrivere il moto di un elettrone attorno a più nuclei in presenza di altri elettroni risulta estremamente complessa, una possibilità di trattare gli orbitali molecolari è l'approssimarli facendo ricorso a una combinazione lineare degli orbitali atomici da cui essi derivano per sovrapposizione (metodo LCAO, da linear combination of atomic orbitals).
Secondo il metodo LCAO, la sovrapposizione di due orbitali atomici produce due orbitali molecolari, uno a bassa energia, detto legante, che corrisponde alla somma delle funzioni d'onda dei due orbitali; uno ad alta energia, detto antilegante, che corrisponde alla sottrazione delle funzioni d'onda dei due orbitali. Gli orbitali non leganti invece non risultano il frutto di alcuna sovrapposizione (i non leganti puri), sono ininfluenti riguardo alla stabilità energetica della struttura molecolare ma influiscono sulla reattività chimica.

La sovrapposizione di {\displaystyle n} orbitali atomici in legami delocalizzati, come nel caso dei composti aromatici o dei dieni coniugati, produce altrettanti {\displaystyle n} orbitali molecolari a energie diverse.
Applichiamo a titolo di esempio il metodo LCAO per ottenere gli orbitali molecolari di una struttura relativamente semplice, quale quella del fluoruro di idrogeno (simbolo chimico {\displaystyle {\ce {HF}}}). Innanzi tutto occorre avere presente le configurazioni elettroniche degli atomi che compongono la molecola:
- per l'idrogeno (H): {\displaystyle 1s^{1}}
- per il fluoro (F): {\displaystyle 1s^{2}\,2s^{2}\,2p_{x}^{2}\,2p_{y}^{2}\,2p_{z}^{1}}

Adesso analizziamo le combinazioni lineari possibili, ovvero le combinazioni di due diversi orbitali aventi energia comparabile e medesima orientazione spaziale (da notare come risulti utile esprimere le simmetrie lungo i tre assi cartesiani indicandole a pedice degli orbitali orientabili): risulta sovrapponibile solamente l'orbitale 1s dell'idrogeno con gli orbitali {\displaystyle 2s} e {\displaystyle 2p_{x}} (con {\displaystyle x} asse internucleare di legame) del fluoro. Ciò significa determinare, tramite l'equazione di Schrödinger, i valori fisicamente accettabili della seguente funzione d'onda:
{\displaystyle \Psi =c_{1}\varphi _{1s}(\mathrm {H} )+c_{2}\varphi _{2s}(\mathrm {F} )+c_{3}\varphi _{2p_{x}}(\mathrm {F} )}
valori che identificano tre orbitali molecolari di tipo {\displaystyle \sigma }. Inoltre, gli orbitali {\displaystyle 2p_{y}} e {\displaystyle 2p_{z}} del fluoro restano inalterati in quanto manifestano simmetria {\displaystyle \pi } e non esistono orbitali dell'idrogeno che possano combinarsi con questi; essi origineranno un orbitale molecolare non legante {\displaystyle \pi }. In definitiva otto elettroni totali (1 di H + 7 di F) assumono per la molecola {\displaystyle {\ce {HF}}} la configurazione {\displaystyle 1\sigma ^{2}\,2\sigma ^{2}\,1\pi ^{4}}, con {\displaystyle 1\sigma } orbitale molecolare legante, {\displaystyle 2\sigma } orbitale essenzialmente non legante e l'orbitale {\displaystyle 1\pi } non legante puro. Esiste anche un orbitale molecolare {\displaystyle 3\sigma } vuoto e di tipo antilegante.

Dividendo per due il risultato della differenza tra gli elettroni contenuti negli orbitali leganti e quelli contenuti negli antileganti, si ottiene l'ordine di legame che in questo caso vale uno.

## Teoria degli orbitali molecolari
La teoria degli orbitali molecolari è una tecnica per determinare la struttura molecolare in cui si pone che gli elettroni non siano assegnati a particolari legami chimici, ma siano trattati come oggetti che si muovono sotto l'influenza dei nuclei all'interno dell'intera molecola.

La funzione d'onda totale degli elettroni {\displaystyle \psi } è quindi scritta come combinazione lineare:
{\displaystyle \psi _{j}=\sum _{i=1}^{n}c_{ij}\chi _{i}}
dove {\displaystyle \chi _{i}} sono gli orbitali atomici, e {\displaystyle c_{ij}} i coefficienti della sommatoria, ricavati risolvendo l'equazione di Schrödinger per {\displaystyle \psi _{j}} e applicando il principio variazionale.

Le proprietà principali degli orbitali molecolari così definiti sono:
- Il numero degli orbitali molecolari è pari al numero di orbitali atomici contenuti nella combinazione lineare dalla quale sono costituiti, poiché gli stati stazionari non si creano né si distruggono.[9]
- Se la molecola possiede simmetrie, gli orbitali atomici degeneri, caratterizzati dalla stessa energia, sono raggruppati in combinazioni lineari che appartengono alla rappresentazione del gruppo di simmetria.
- Il numero di orbitali molecolari appartenenti alla rappresentazione di un gruppo è pari al numero di orbitali atomici appartenenti a tale rappresentazione.
- All'interno di una particolare rappresentazione, gli orbitali atomici si mischiano maggiormente tanto più i loro livelli di energia atomici sono vicini.

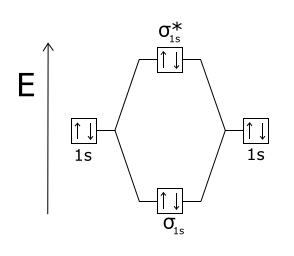
Combinazione degli orbitali atomici nella molecola biatomica omonucleare He2. In alto vi è la combinazione antisimmetrica, che costituisce l'orbitale antilegante, in basso quella simmetrica, a energia più bassa, che costituisce l'orbitale di legame.

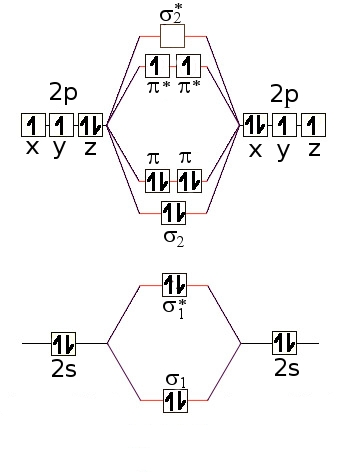
Combinazione degli orbitali atomici e nella molecola biatomica omonucleare O2. In alto vi sono le combinazioni degli orbitali atomici, in basso quelle degli orbitali.

## Rappresentazione degli orbitali molecolari
La nomenclatura degli orbitali molecolari ricalca quella degli orbitali atomici: quando un orbitale ha simmetria cilindrica rispetto alla congiungente dei due nuclei, detta direzione di legame, viene indicato con la lettera greca {\displaystyle \sigma }; quando si trova da parti opposte rispetto alla direzione di legame viene indicato con {\displaystyle \pi }. Accanto alla lettera si scrive un indice che indica da quale tipologia di legame atomico è formato l'orbitale molecolare.

Vi è inoltre una terza tipologia di legame, denotato con {\displaystyle \delta }, ottenuto dalla sovrapposizione di quattro lobi di due orbitali atomici. Esistono in questo caso due piani nodali siti fra i due nuclei che contraggono tale legame. Il legame {\displaystyle \delta } è riscontrato nel legame quadruplo, legame multiplo importante in chimica inorganica e che caratterizza complessi quale {\displaystyle \mathrm {\left[Re_{2}Cl_{10}\right]^{4-}} } o altri tipi di cluster.
L'orbitale di antilegame si denota inoltre con un asterisco, ad esempio la molecola {\displaystyle {\ce {He2}}} possiede un orbitale di legame {\displaystyle \sigma _{1s}} e un orbitale di antilegame {\displaystyle \sigma _{1s}^{*}}.
- Nelle molecole biatomiche omonucleari gli elettroni riempiono gli orbitali con lo stesso schema con cui avviene il riempimento degli orbitali atomici, con l'unica eccezione che tra gli orbitali derivanti dagli orbitali atomici {\displaystyle 2p} gli orbitali {\displaystyle \pi } hanno energia minore degli orbitali {\displaystyle \sigma } a causa del fatto che la repulsione coulombiana degli orbitali derivati dagli orbitali atomici {\displaystyle 1s} e {\displaystyle 2s} aumenta l'energia degli stati {\displaystyle \sigma }. Questo è dovuto al fatto che gli elettroni dei due legami {\displaystyle \sigma } sono situati nella regione tra i due nuclei, e pertanto si respingono; nelle molecole più pesanti dell'ossigeno gli orbitali {\displaystyle \pi _{2s}} hanno energia minore e sono situati in prossimità dei nuclei, pertanto il naturale ordinamento energetico è ristabilito.
La combinazione lineare delle funzioni d'onda che forma l'orbitale molecolare è rappresentata a lato, dove sono schematizzate la molecola {\displaystyle {\ce {He2}}} e la molecola {\displaystyle {\ce {O2}}} la quale ha configurazione elettronica: {\displaystyle \sigma _{1s}^{2}\sigma _{1s}^{*2}\sigma _{2s}^{2}\sigma _{2s}^{*2}\sigma _{2p_{x}}^{2}\sigma _{2p_{x}}^{*}\pi _{2p_{y}}^{2}\pi _{2p_{z}}^{2}\pi _{2p_{y}}^{*1}\pi _{2p_{z}}^{*1}}.[11]
- Nel caso di molecole biatomiche eteronucleari, se il numero atomico dei due atomi differisce di poco il procedimento che forma gli orbitali è lo stesso delle molecole omonucleari. Vi è tuttavia una differenza di elettronegatività tra i due atomi, e ciò implica la presenza di un dipolo elettrico tra di essi dovuto al fatto che gli elettroni si distribuiscono nelle vicinanze dell'atomo più elettronegativo:[12] il legame che si viene a formare prende il nome di covalente polare.

Tale legame viene rappresentato come in figura a lato, e si può notare che gli elettroni di {\displaystyle \sigma _{2p}} hanno energia maggiore, e costituiscono un orbitale detto HOMO (Highest Occupied Molecular Orbital), mentre gli elettroni di {\displaystyle \sigma _{2p_{x}}} e {\displaystyle \sigma _{2p_{z}}} costituiscono gli orbitali vuoti a minore energia detti LUMO (Lowest Unoccupied Molecular Orbital). L'orbitale LUMO è il centro in cui la molecola può subire un attacco nucleofilo di una base di Lewis, e si tratta quindi del centro di acidità di Lewis. Viceversa, HOMO è il centro di basicità di Lewis della molecola, e può subire un attacco elettrofilo.
Se la differenza di elettronegatività è maggiore di un valore convenzionale fissato a 1,9 vi è un trasferimento completo di carica tra i due atomi, cioè la nuvola elettronica può considerarsi come spostata completamente sull'elemento più elettronegativo. Tale legame prende il nome di legame ionico.
Se il numero atomico dei due atomi differisce di molto accade che gli orbitali molecolari si formino tra orbitali atomici con energia simile, invece che dello stesso tipo.
- All'aumentare del numero di atomi coinvolti diventa complessa la caratterizzazione degli orbitali. Nell'ambito della teoria degli orbitali molecolari sono stati sviluppati diversi metodi di calcolo degli orbitali, tra i quali vi sono il Metodo di Hückel, proposto da Erich Hückel nel 1930, consiste in un semplice metodo LCAO utilizzato per la determinazione delle energie degli orbitali molecolari di sistemi π rappresentati da idrocarburi con legami coniugati, risultando applicabile a molecole quali ad esempio l'etilene, il benzene e il butadiene.[14][15] La nota regola di Hückel trae origine da queste basi.
Il metodo di Hückel esteso, sviluppato da Roald Hoffmann, rappresenta invece la base delle regole di Woodward-Hoffmann[16] ed è un'estensione a tutti gli orbitali di valenza. Negli anni successivi il metodo fu reso applicabile anche agli eterocicli come la piridina, il pirrolo e il furano.[17]
Vi è infine il metodo di Pariser–Parr–Pople, che sfrutta metodi semi-empirici della chimica quantistica nell'ambito della chimica organica.